# NGC 3596
NGC 3596 је спирална галаксија у сазвежђу Лав која се налази на NGC листи објеката дубоког неба.
Деклинација објекта је + 14° 47' 13" а ректасцензија 11h 15m 6,1s. Привидна величина (магнитуда) објекта NGC 3596 износи 10,9 а фотографска магнитуда 11,6. Налази се на удаљености од 23,0000 милиона парсека од Сунца. NGC 3596 је још познат и под ознакама UGC 6277, MCG 3-29-13, CGCG 96-13, KARA 472, PGC 34298.